# Edoardo Amaldi

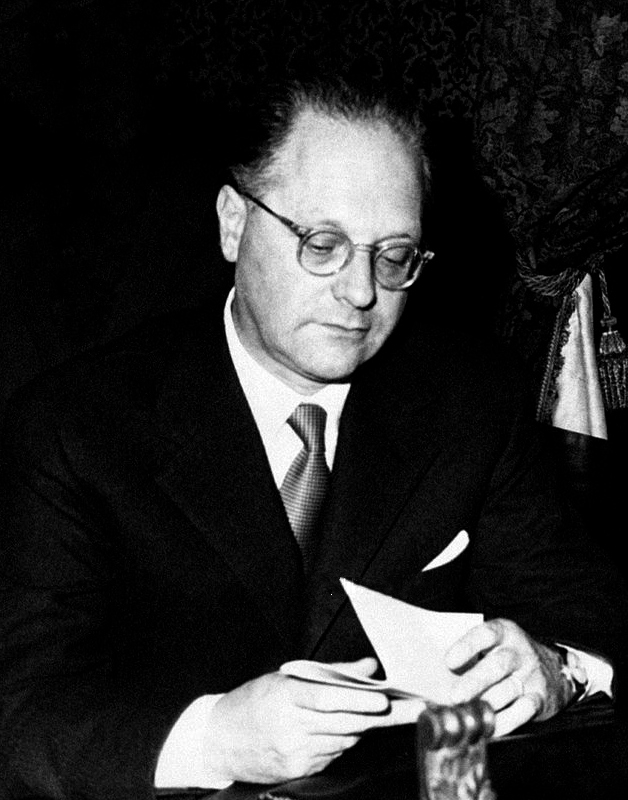
Edoardo Amaldi in 1960

Edoardo Amaldi (Carpaneto Piacentino, 5 september 1908 - Rome, 5 december 1989) was een Italiaans natuurkundige. Hij was mede-oprichter van CERN, ESRO en van het Italiaans Nationaal Instituut voor Nucleaire Natuurkunde.

## Opleiding
Amaldi doorliep de lagere school te Modena, de middelbare school te Padua en studeerde vervolgens een jaar voor ingenieur te Rome. Hierna begon hij met zijn studie natuurkunde, een keuze die werd beïnvloed door voordrachten van Orso Mario Corbino, directeur van het Instituut voor natuurkunde in Rome, en de recente benoeming van Enrico Fermi tot hoogleraar in de theoretische natuurkunde; Amaldi's experimentele werk  in Rome stond onder leiding van Franco Rasetti. Wiskunde werd er gedoceerd door onder meer Castelnuovo, Tullio Levi-Civita en Vito Volterra. Onder Amaldi's medestudenten bevonden zich onder meer Ettore Majorana ("Majorana-deeltjes") en Emilio Segrè (de ontdekker van het antiproton, Nobelprijs 1959). 
Deze omgeving van jeugdige fysici en wiskundigen heeft een beslissende invloed gehad op de inzichten van Amaldi in de theoretische ontwikkelingen van die tijd en op zijn vaardigheid in de toepassing van de wiskunde, zoals bleek uit een aantal publicaties over onderwerpen uit de experimentele atoom- en molecuulspectroscopie, geschreven toen hij 20-22 jaar was. Amaldi promoveerde in 1929 en vertrok naar Leipzig, waar hij onder leiding van Peter Debije werkte aan de diffractie van röntgenstralen in vloeistoffen. Dit onderzoek werd gevolgd door werk aan Ramanspectra (met George Placzek), selectieregels volgend uit berekeningen in de toen nog nieuwe kwantummechanica (met Placzek en Edward Teller) en aan "Rydberg"-atomen (met E. Segrè).

## Loopbaan
In Rome ontstond onder fysici het gevoel, uitgesproken in een voordracht van Corbino, dat nieuwe inzichten alleen te verwachten waren als het onderzoek zich zou verplaatsen van atomaire spectra, met de kern als bron van het elektromagnetisch veld, naar de studie van de krachten die de atoomkern zelf bij elkaar houden. Fermi stelde als specifiek terrein van onderzoek de studie van botsingen ingeleid door neutronen voor. Hij vermoedde het voordeel van het elektrisch neutrale neutron boven het dubbelgeladen alpha deeltje als projectiel in de beschieting van kernen, van waterstof tot Uranium: ongehinderd door neutralisatie van elektronen rondom de kern en ongehinderd door de afstoting van de lading van de kern zou een neutron in staat zijn ook in zware elementen een kunstmatige radioactiviteit te induceren. Met deze overweging als uitgangspunt, ging de groep, bestaande uit Fermi, Amaldi, Sergré, d'Agostino en Rasetti, later aangevuld met Pontecorvo, aan het werk. Fermi concludeerde dat de absorptie waarschijnlijkheid in kernen van neutronen omgekeerd evenredig moet zijn met de neutron snelheid en dat de neutronen van een Rn+Be bron het meest effectief vertraagd worden door botsingen met protonen in een waterstofrijk tussenliggend materiaal: dit was de geboorte van de slowing-downtheorie van neutronen en opende de weg voor het splijtingswerk van latere jaren.  De resultaten van de metingen (gedurende ongeveer 5 jaar) werden regelmatig door Fermi en Amaldi gepubliceerd. 
In 1937 werd de groep fysici ontbonden. Sergré was al in 1936 benoemd in Palermo en emigreerde in 1938 naar de Verenigde Staten. Rasetti bracht een langdurig bezoek aan de Verenigde Staten en emigreerde definitief naar Canada in 1939. Amaldi werd in 1937 gekozen voor de leerstoel in experimentele fysica in Caglieri in Sardinië. Slechts enkele maanden later overleed Corbino en werd Amaldi teruggeroepen naar Rome. Voor de afsluiting van het experimentele werk met neutronen uit Rn+ Be bronnen en het theoretische werk nodig voor de interpretatie van de gegevens, waren alleen Fermi en Amaldi nog beschikbaar in Rome. Fermi vertrok in december 1939 definitief naar de Verenigde Staten en zodoende kwam Amaldi als enig overgeblevene voor de taak te staan te voorkomen dat de kernfysica uit Rome zou verdwijnen. Een 1 MeV versneller, gebaseerd op een 200 KeV mode, gebouwd door Fermi, Amaldi en Rasetti in 1937 kwam gereed in 1939. Amaldi deed een aantal experimenten hiermee, onder meer met Uranium 238 en besloot daarna terug te keren naar de studie van botsingen met snelle neutronen en lichte kernen (om een mogelijke koppeling van zijn instituut aan militaire belangen te voorkomen). 
Amaldi begon een reeks experimenten met kosmische stralen, in de overtuiging dat zonder de middelen voor de bouw van een voldoende grote versneller in Europa, de hoogste energieën de beste kans boden voor het vinden van nieuwe deeltjes. In 1943 was al groot succes behaald met de metingen van Conversi, Pancini en Picconi aan positief en negatief geladen mesonen van kosmische oorsprong, waaruit bleek dat er onder de negatieve deeltjes een component is die, na invangst in een Bohr-baan, om de kern van de koolstof deze kern vele malen doorloopt en niettemin niet door de kernmaterie werd geabsorbeerd. Daaruit kon in 1947 de verregaande conclusie worden getrokken dat er niet één, maar twee leptonen, dat wil zeggen zwak-wisselwerkende deeltjes, in de natuur waren: het elektron en het muon. Andere onderwerpen die in deze tijd de aandacht hadden getrokken waren het raadselachtige verval naar zowel twee als drie pionen van K-mesonen  en de annihilatie van anti-protonen. 
In 1950 werden de eerste stappen ondernomen voor de oprichting van een Europees laboratorium voor kernfysisch onderzoek (tijdens een Unesco conferentie in Florence).  Amaldi stelde zich van begin af aan achter het voorstel van één Europees laboratorium zonder administratieve verbintenissen met Unesco en werd de secretaris-generaal van het uiteindelijke CERN. Zijn hoofdtaken waren de organisatie van een ontwerpstudie voor een versneller gebaseerd op strong focussing magnets, de bouw van een synchrocyclotron, de coördinatie van theoretisch en experimenteel werk in diverse laboratoria en studies met kosmische stralen. Na het moeizame organisatorische werk dat uiteindelijk leidde tot de oprichting van CERN, keerde Amaldi terug naar Rome tegen het einde van 1954.  Hij was de eerste president van het Instituto Nazionale di Fisica Nucleare (INFN) en vicepresident gedurende de drie volgende jaren. In 1958 werd hij voorzitter van het CERN Scientific Policy Committee for Future Accelarators. Van 1960-1965 was hij lid van de wetenschappelijke raad van de nationale commissie voor kernenergie in Italië. In 1964 was hij mede-oprichter van de European Space Research Organization (ESRO) en in 1968 voorzitter van het 300 GeV versneller project bij CERN. Hij werd uiteindelijk in 1971 president van de CERN-council. 

### Eerbetoon
Amaldi was sinds 1948 lid van de Academia dei Lincei en hij was president in 1988 en 1989. Hij was onder meer lid van de Soviet Academy of Sciences en de National Academy of Sciences in de Verenigde Staten. Hij ontving eredoctoraten van de universiteiten van Algiers  (1959), Glasgow (1972) en Oxford (1974). Hij was buitengewoon lid van de Koninklijke Nederlandse Akademie van Wetenschappen sinds 1963. Amaldi schreef enige leerboeken, onder andere voor middelbare scholen en liet ongeveer 180 publicaties na. 
Naar Amaldi werd een ruimteschip genoemd dat in maart 2012 voorraden bracht naar het internationale ruimtestation ISS.